# Archichlora catalai
Archichlora catalai är en fjärilsart som beskrevs av Claude Herbulot 1954. Archichlora catalai ingår i släktet Archichlora och familjen mätare. Inga underarter finns listade i Catalogue of Life.